# 瓦倫西亞

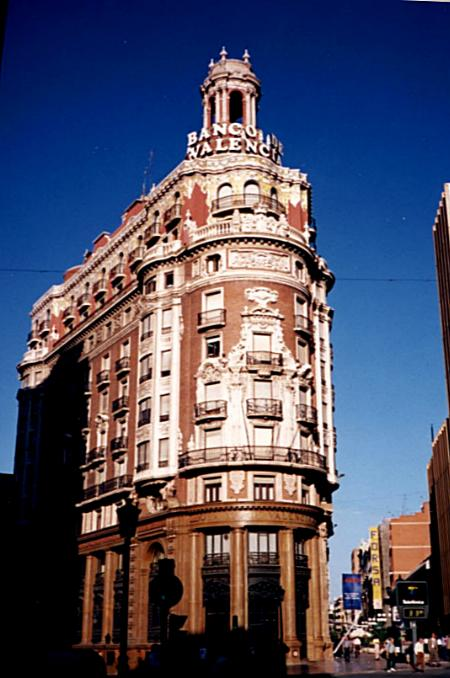
瓦倫西亞

瓦倫西亞（發音：[vaˈlensia]，發音：[baˈlenθja]；又译瓦伦西亚）是西班牙第三大城市、第二大海港，位於西班牙東部沿岸地區，是港口和工業城市，市區人口約81萬人，外加週邊市鎮共158萬人口。它是瓦倫西亞自治區和瓦倫西亞省的首府。2008年3月在该市路易斯普格体育馆举办了第12届世界室内田径锦标赛。瓦倫西亞在每年3月舉行法雅节。瓦倫西亞與巴塞隆拿、馬德里和薩拉戈薩等都市有鐵路及高速巴士相連。

## 地名
在拉丁語中巴伦西亚原名是 Valentia [wa'lentia]，是“强壮”、“活力”的意思。在摩尔人占领时期被叫作 Al-Balansi。经过变音，在西班牙语和巴伦西亚语中分别演变成 Valencia [ba'lenθja] 和 València。在标准加泰罗尼亚语，València 的发音是 [bə'łεnsjə]，而在巴伦西亚语中（加泰罗尼亚语东部方言），也可以读成 [va'lensja]。

## 歷史

### 古代
最近发现了公元前4世纪和公元前3世纪的考古遗迹。这些是该地区人类存在的最古老证据。最近的研究表明，瓦伦西亚及其周边地区，今天被纳入城市领域，是陶瓷商业路线的一部分。
瓦伦西亚是西班牙最古老的城市之一，因为它是由大约2000名罗马定居者在公元前138年，即6月10日领事加莱库斯命名为Valentia Edetanorum。这是一座古典的罗马城市，它位于海边的一个战略要地，这是一个横跨奥古斯塔道的河岛，连接着现在的安达卢西亚（贝提卡）和帝国首都（罗马）。这座古城的主要中心位于目前的圣母广场周围。
在公元前75年庞贝和塞多留之间的战争中，瓦伦西亚市被摧毁，直到大约50年后才再次重建。经过这段被遗弃的时期之后，这座城市早在一世纪就恢复了人口，并开始建造大型基础设施工程，这使这座城市在1世纪中叶经历了一个城市高速增长的时期。进入3世纪，瓦伦西亚经历了一个新的衰落时代。最后，在罗马帝国的最后几年，即4世纪，这座城市开始形成一个原始的基督教社区。

### 中世纪

#### 西哥特王国
几个世纪后，恰逢日耳曼人的第一波浪潮和帝国政府留下的权力真空，当地教会接管了这座城市，基督教礼拜建筑正在取代旧的罗马寺庙。随着拜占庭于554年入侵半岛西南部，这座城市变得具有战略意义，在其中建立了西哥特军事特遣队。625年拜占庭人被驱逐后，一个黑暗的阶段开始了，历史上鲜为人知，考古学几乎没有记录，这似乎证明了城市生活的基调非常低。
在西哥特时代，它是天主教会的主教座，托莱多大主教区的选举权，包含西班牙教区的前迦太基西班牙。

#### 穆斯林统治期
711年穆斯林征服后的阶段是这座城市的一个黑暗时期，没留下太多的資訊。尽管如此，众所周知，阿卜杜拉赫曼一世（科尔多瓦第一位埃米尔）下令摧毁这座城市，尽管几年后，阿卜杜拉赫曼一世的儿子阿卜杜拉·巴兰西在瓦伦西亚地区实行了某种自治。他下令在城市郊区建造一座豪华的宫殿，即Russafa，这是同名社区（Ruzafa）的起源，但除此之外还没有发现其他遗址。
这座城市最大的繁荣始于（11世纪）的泰法诸国，其中之一是瓦伦西亚。这座城市随着时间的推移而发展，在阿布德·阿齐兹（11世纪）时期，建造了一堵新的城墙，其中的遗迹遍布老城区（Ciudad Vieja）。卡斯蒂利亚贵族罗德里戈·迪亚斯·德·比瓦尔（征服者熙德）进入瓦伦西亚，在1094年至1102年间，这座城市掌握在基督教军队手中，在瓦伦西亚建立了一个独立的领地（Señorío de Valencia）。在熙德去世后，他的妻子希梅娜成为瓦伦西亚的夫人，在她的女婿拉蒙·贝伦格三世的帮助下，成功地保卫了这座城市一段时间。但在1102年5月，由于无法保卫公国，熙德的家人和人民在阿方索六世的帮助下离开了瓦伦西亚，在此之前他们选择摧毁和烧毁这座城市。因此在次日，瓦伦西亚再次被伊斯兰信仰的阿尔摩拉维德人征服。
阿尔莫拉维德政权的衰落恰逢新的北非王朝阿尔摩哈德王朝的崛起，该王朝从1145年开始控制了半岛，尽管瓦伦西亚和穆尔西亚的君主伊本·马尔达尼什阻止他们进入瓦伦西亚，但在1171年这座城市最终落入北非人手中。

#### 基督教收复失地

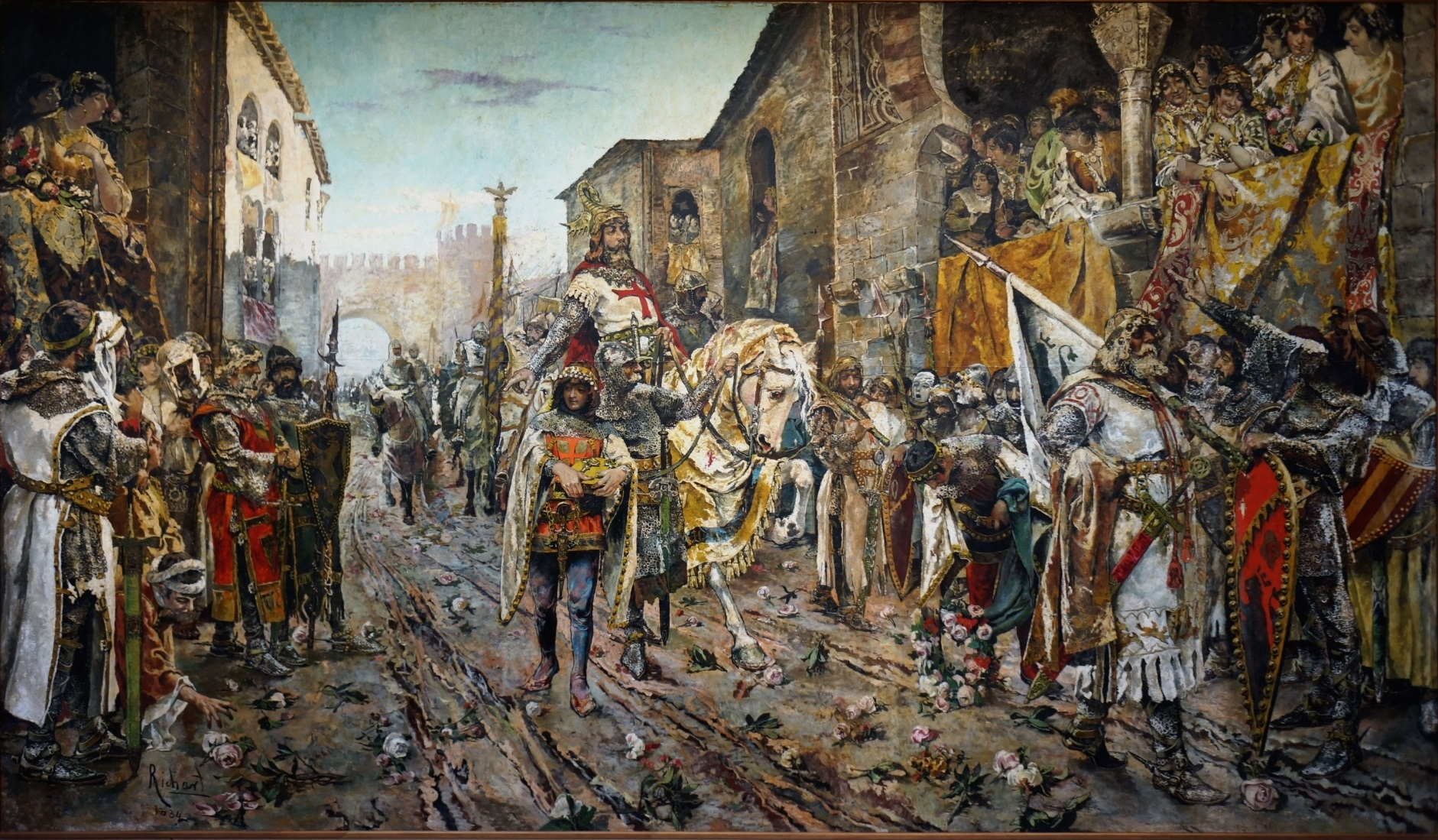
海梅一世入城式

1238年，海梅一世在军事修会的帮助下征服了这座城市。基督教胜利后，穆斯林人口被驱逐，这座城市被分配给那些参与征服的人，这一点在分配组织书上得到了证明。海梅一世授予这座城市新的法律，即瓦伦西亚皮书（Furs），多年后将其扩展到整个瓦伦西亚王国。从这一刻起，这座城市开始了一个新的历史阶段，一个新的社会和一种语言携手并进，为今天所知的瓦伦西亚人民奠定了基础。
根据这座城市投降时的数据，瓦伦西亚王国内有12万穆斯林、6.5万基督徒和2000名犹太人，由于投降和他们达成的协议，瓦伦西亚人能够在他们的土地上继续生活。因此，根据开罗大学的阿拉伯历史学家侯赛因·莫内斯的说法，这些是扎扬国王在将城市钥匙交给海梅一世时说的话：
|  | 「在瓦伦西亚市，穆斯林，我国人民的贵族，以及基督徒和犹太人共存。我希望你们知道如何管理他们，以便他们继续生活在同样的和谐中，并共同努力造福这片崇高的土地。在这里，在我统治期间，圣周游行正在进行，基督徒完全自由地信奉他们的宗教，因为我们的《古兰经》承认基督和圣母。我希望你能给瓦伦西亚的穆斯林同样的待遇。」 |

这座城市在14世纪中叶经历了严重的困境。一方面，1348年的黑死病和随后几年连续发生的流行病使人民丧生，另一方面，发生了一系列战争和起义，如联盟战争、公民反抗瓦伦西亚领导的君主制作为王国首都的过度行为，以及与卡斯蒂利亚的战争，这迫使人们迅速竖起一堵新的城墙，两次（1363年和1364年）遏制卡斯蒂利亚的袭击。这些年中，占领这座城市的三个宗教社区（基督徒、犹太人和穆斯林）之间的共存相当矛盾。
其中犹太人定居在拉马尔街周围，在经济和社会上都取得了进展，他们的社区正在逐步扩大边界，代价是邻近的教区缩减。就他们而言，征服后留在这座城市的穆斯林被安置在当今的摩森索雷尔市场旁边的桑给巴尔。1391年，一群不受控制的暴徒袭击了犹太社区，导致该社区实际上消失了，其成员被迫皈依基督教。1456年，一场公众骚乱再次袭击了莫雷利亚，尽管其后果不那么重要。

#### 瓦伦西亚的黄金世纪
15世纪是这座城市经济、文化和艺术鼎盛时期。本世纪还出现了人口增长，使瓦伦西亚成为阿拉贡王国人口最多的城市。当地工业（以纺织品为首）取得了巨大的发展，丝绸工业产生了重要的经济活动。在这个时候，还创建了支持商业运营的市政银行Taula de Canvis。15世纪末，瓦伦西亚丝绸交易厅成立。这座城市成为一个吸引了来自欧洲各地商人的商业购物中心。
这种经济繁荣反映在艺术和文化层面。在这段时间里，该市一些最具象征意义的建筑矗立起来，如塞拉诺塔（1392年）、丝绸交易厅（1482年）、米格雷特钟楼和道明会修道院的国王小教堂。在绘画和雕塑方面，弗拉门戈和意大利的趋势对鲁伊斯·达尔茂、贡萨洛·佩雷斯和达米亚·佛曼特等一些艺术家产生了影响。在文学方面，在阿方索宫廷的保护下，由奥西亚斯·马尔希、罗伊格·德·科雷拉或伊莎贝尔·德·维莱娜等作家共同创作的书面作品蓬勃发展。大约在1460年，朱亚诺·马托雷尔写了《骑士蒂朗》，这是一部创新的骑士小说，影响了从塞万提斯到莎士比亚等许多后来的作家。同样在这个时候，在1499年至1502年间，瓦伦西亚大学以普通研究院的名义成立。

### 近代

#### 哈布斯堡王朝

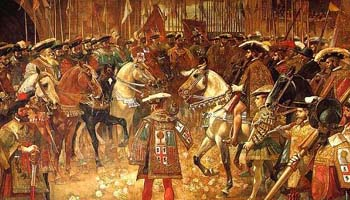
日耳曼人和平，马塞里奥·翁塞塔画作

在发现美洲之后，欧洲经济转向大西洋，地中海贸易衰弱。尽管与卡斯蒂利亚建立了王朝联盟，但地中海的开发仍掌握在阿拉贡的王室手中，即瓦伦西亚人、加泰罗尼亚人和马略卡人，而征服和开发美洲是卡斯蒂利亚的专属事务。面对这一点，瓦伦西亚陷入了一场严重的经济危机，这场危机很快就表现为德国人的叛乱（1519-1522年），这是一场反对贵族的社会起义，他们在1519年的瘟疫流行中逃离了这座城市。起义贵族受到了王后日尔曼妮·德·富瓦的残酷镇压，这意味着卡洛斯一世专制集权的加速。

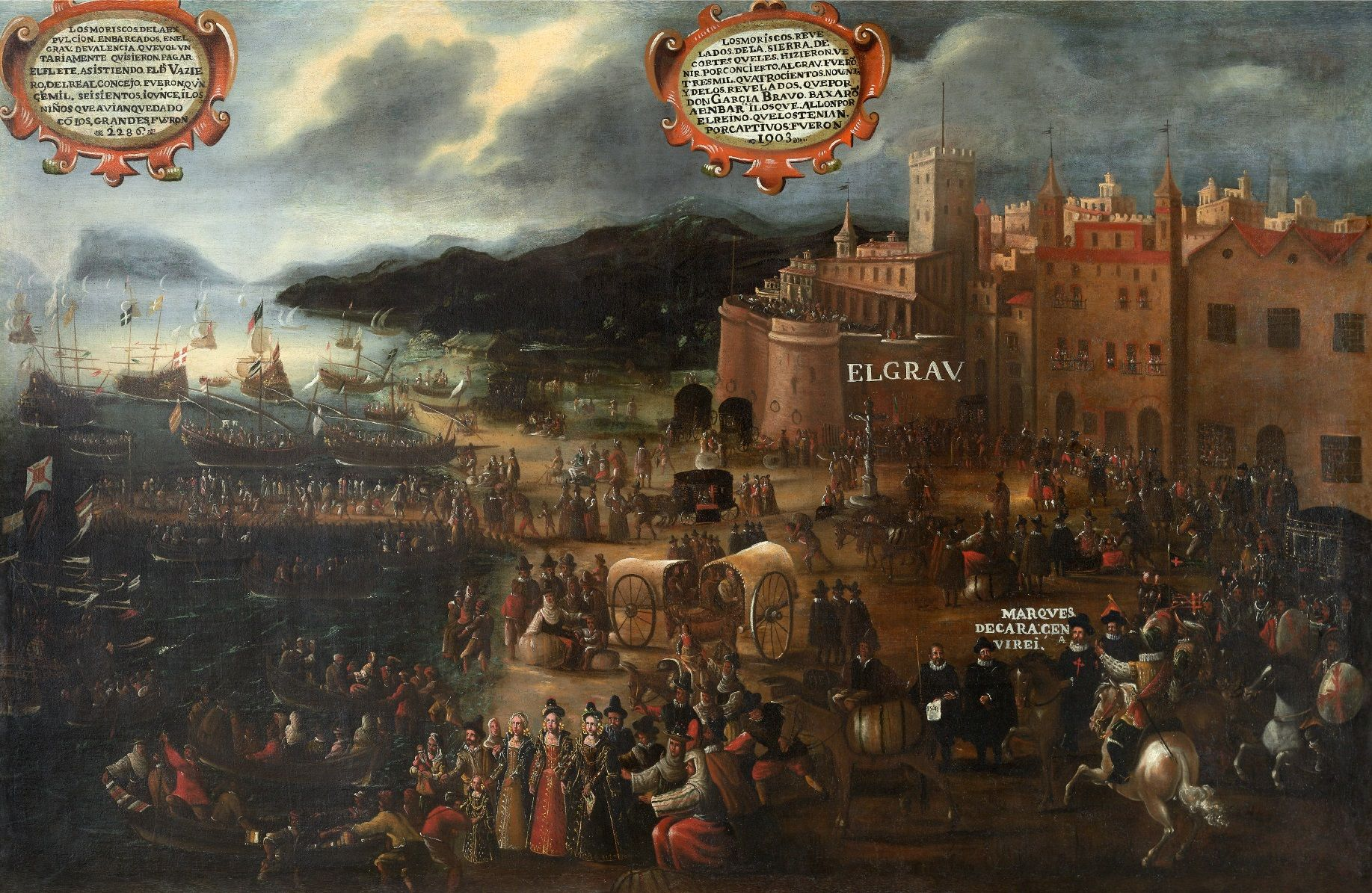
从瓦伦西亚格拉乌驱逐摩尔人，佩雷·奥罗米格画作，1616年

17世纪，随着1609年摩尔人和犹太人被驱逐，危机加剧，他们占王国人口的近三分之一。日益占主导地位的贵族的权力导致王国的毁灭和1613年坎维斯监狱的破产。在所谓的加泰罗尼亚起义（1640-1652年）期间，瓦伦西亚用民兵和金钱合作支持费利佩四世的事业，这导致了一段经济困难时期，来自西班牙其他地区的部队抵达，经济困难加剧。

#### 波旁王朝
随着西班牙继承战争（1702-1709年）的结束，这座城市的衰落达到了顶峰，这意味着瓦伦西亚王国的政治和法律独立。阿尔曼萨战役（1707年4月25日）后，费利佩五世下令废除瓦伦西亚法院，作为对王国向奥地利查理六世提供支持的惩罚。根据新基本法令，西班牙国家法院在瓦伦西亚执行管辖权。
瓦伦西亚王国的首都改成奥里韦拉，这是对这座城市的侮辱。费利佩五世下令会见红衣主教路易斯·德·贝卢加总督，鉴于奥里韦拉作为一个宗教、文化和政治中心与穆尔西亚（他另一个总督府和教区的首府）关系密切，他反对改变首都。因此，鉴于他对奥里韦拉市的仇恨，他在继承战争期间不断攻击和掠夺奥里韦拉市，他离开了瓦伦西亚总督府进行抗议，费利佩五世最终将首都改回瓦伦西亚。
随着瓦伦西亚自治权利的废除，以及王国及其首都遵守卡斯蒂利亚的法律和习俗，市政政府的职位不再是选举产生的，而是由君主直接任命的，通常由外国贵族担任。瓦伦西亚不得不习惯于成为一个被占领的城市，驻扎在道明会修道院旁边的城堡（Ciudadela）和其他建筑中的部队，如同丝绸交易厅被改建成一个军营，直到1762年。

### 现代

#### 19世纪

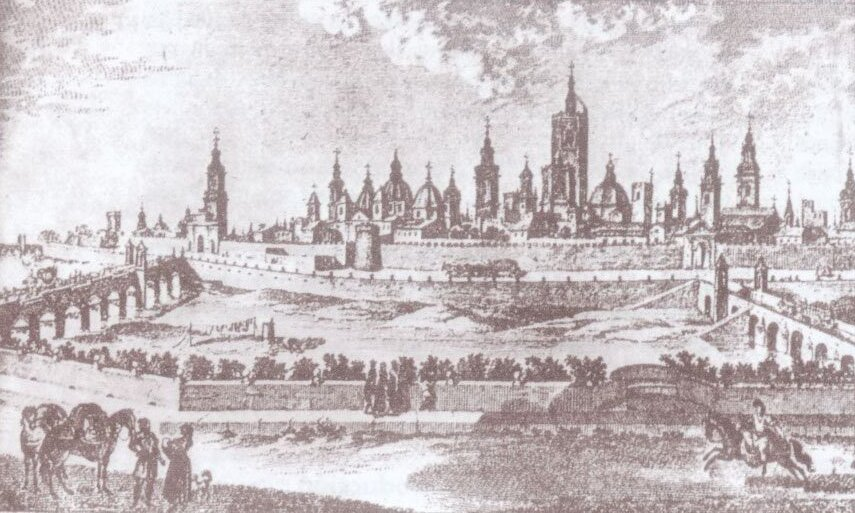
从圣庇护五世修道院俯瞰瓦伦西亚市

19世纪始于西班牙与法国、葡萄牙或英国的战争。但正是独立战争对瓦伦西亚本土，特别是作为首都的瓦伦西亚的影响最大。
在西班牙与拿破仑军队的战争中，也被称为法兰西人战争（Guerra del Francés），瓦伦西亚的第一场战斗发生在1808年6月28日。在夸特和塞拉诺斯的塔楼里仍然可以看到大炮。1812年1月8日，经过长时间的围困，这座城市落入絮歇元帅指挥下的部队手中。占领一直持续到1814年战争结束。当地军队投降后，法国人在瓦伦西亚推动了一些改革，1812年夏天约瑟夫一世将法院迁往瓦伦西亚时，瓦伦西亚一度成为西班牙首都。
随着法国人的撤离，埃利奥将军在瓦伦西亚组织了一场军事起义，这场起义有助于恢复费尔南多七世的王位，并开始专制的六年（1814-1820）。在接下来的几年里，由于1812年西班牙宪法（别名加的斯宪法）的订立，在所有超过法律规定的最低邻里人数的人口中组建市政局，包括鲁萨法和格拉奥在内的城镇，一些靠近瓦伦西亚市中心的许多学校法律地位混乱。
1850年至1851年间，维森特·罗德里格斯·德拉安西纳和法尔科·德·贝拉奥查加是市长，也是市政慈善机构的负责人，是瓦伦西亚银行（成立于1900年）的发起人和瓦伦西亚饮用水协会（成立于1846年）的主任。在伊莎贝拉二世统治期间，瓦伦西亚公爵的头衔授予了拉蒙·马里亚·纳尔瓦埃斯将军，但这只是一个没有任何管辖权的贵族头衔。

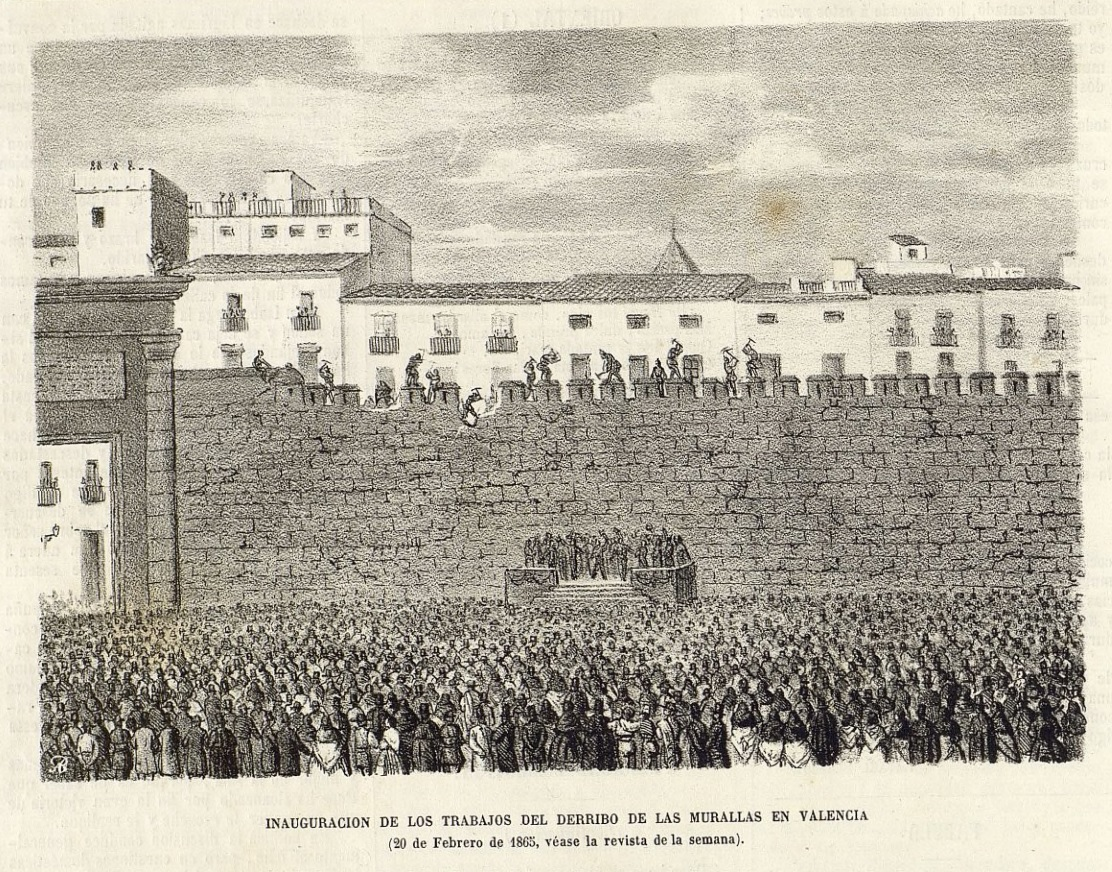
瓦伦西亚启动拆除旧城墙工程

1840年代城市引入了天然气照明，不久之后，街道开始铺设鹅卵石，由于市议会缺乏资源，这项工作持续了几年。1850年安装了饮用水网络，1882年该市引入了电力系统。这些年来，这座城市的发展得到了巩固，许多旧城墙被拆除。
1860年，该市有140,416名居民。1858年，建筑师塞巴斯蒂安·蒙莱昂·埃斯特莱斯、安东尼诺·桑乔和蒂莫泰奥·卡尔沃设计了瓦伦西亚城市扩张的总体项目，该项目规定拆除城墙，以扩建城市（第二个版本制定于1868年）。这两个项目都没有获得最终批准，但它们是该市增长的基础。自1866年以来，该市的旧城墙全部拆除，以促进其城市扩张。

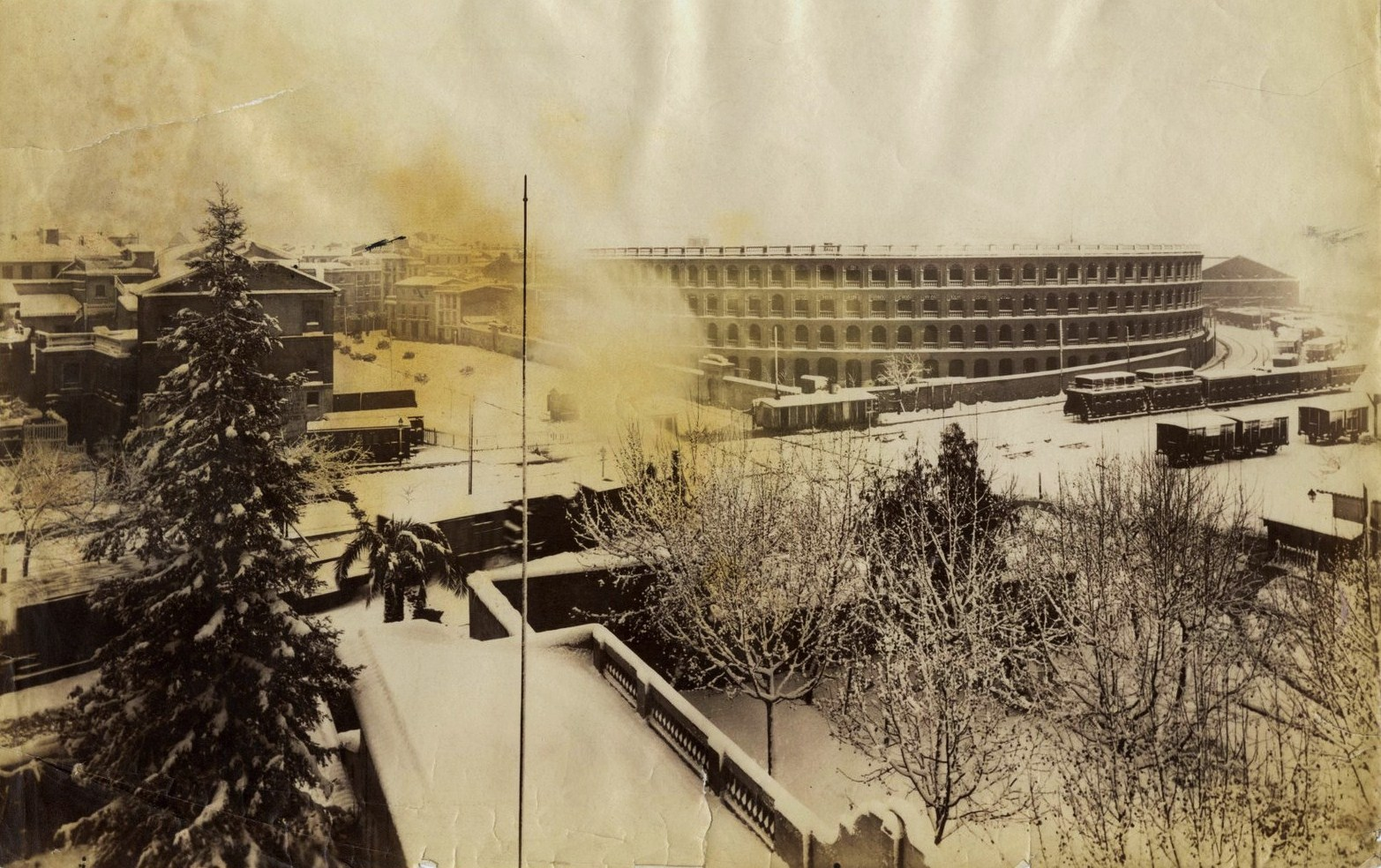
1885年瓦伦西亚的雪景

在1873年的邦州革命期间，瓦伦西亚联邦州（7月19日宣布，8月7日解散）成立，附近地区的大多数城市都加入了该州。1894年，瓦伦西亚艺术圈成立。

#### 20世纪和21世纪
在20世纪，瓦伦西亚仍然是西班牙的第三大人口中心，因为在整个世纪中，瓦伦西亚的人口增加了两倍，从1900年的213,550人增加到2000年的739,014人。
同样，在20世纪，瓦伦西亚也是该国第三大工业和经济中心，这要归功于1900年瓦伦西亚银行的成立、城市扩张的发展、中央市场和哥伦布市场的建设以及1921年完成的北站的建设等重要里程碑。此外，新世纪初的瓦伦西亚还举办了一场大型活动，即1909年的瓦伦西亚地区展览，模仿了在世界其他城市举行的国家和世界展览。这一活动由瓦伦西亚商业协会，特别是其主席托马斯·特雷诺尔推动，并得到政府和王室的支持，因为它由阿方索十三世主持开幕。

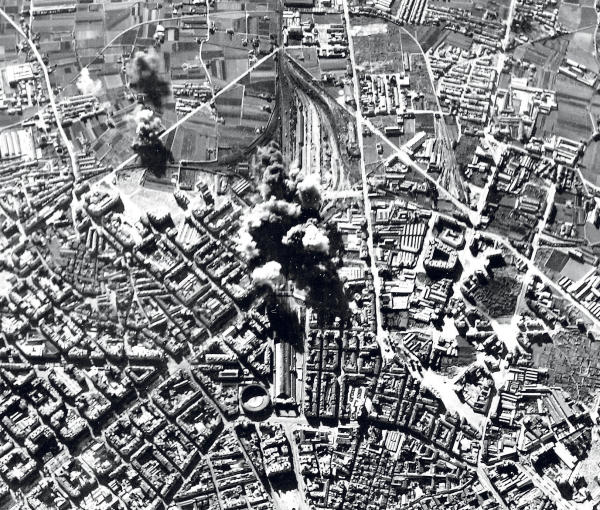
1937年意大利军团空军轰炸瓦伦西亚

1936年11月6日，处于内战中的西班牙，瓦伦西亚在政府总理弗朗西斯科·拉尔戈·卡巴列罗的手中成为西班牙第二共和国的首都。1937年5月17日，政府移交给内格林，同年10月31日，共和国政府迁到巴塞罗那。
1937年1月13日，法西斯意大利海军的一艘船对瓦伦西亚市进行了自共和国政府入驻以来的第一次正式炮轰。从这一天起，轰炸加剧，并多次发生，战争结束时对瓦伦西亚市进行了442次轰炸。这些轰炸造成2831人受伤，847人死亡，但死亡人数估计更高，因为现有的数据只是佛朗哥政府承认的数据。
1957年瓦伦西亚大洪水后，在城市郊区为这条河建造了一条新的河床，因此旧河床可以变成一个娱乐和景观区。60年代初，经济开始复苏，由于移民以及重要的城市基础设施工程的实施，瓦伦西亚的人口开始急剧增长。

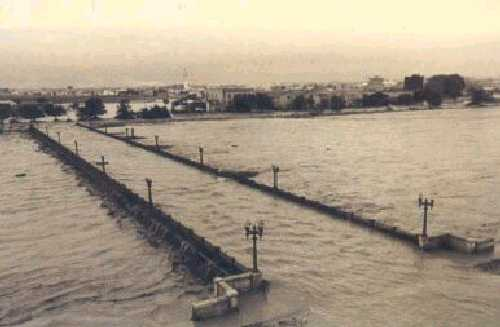
1957年瓦伦西亚大洪水

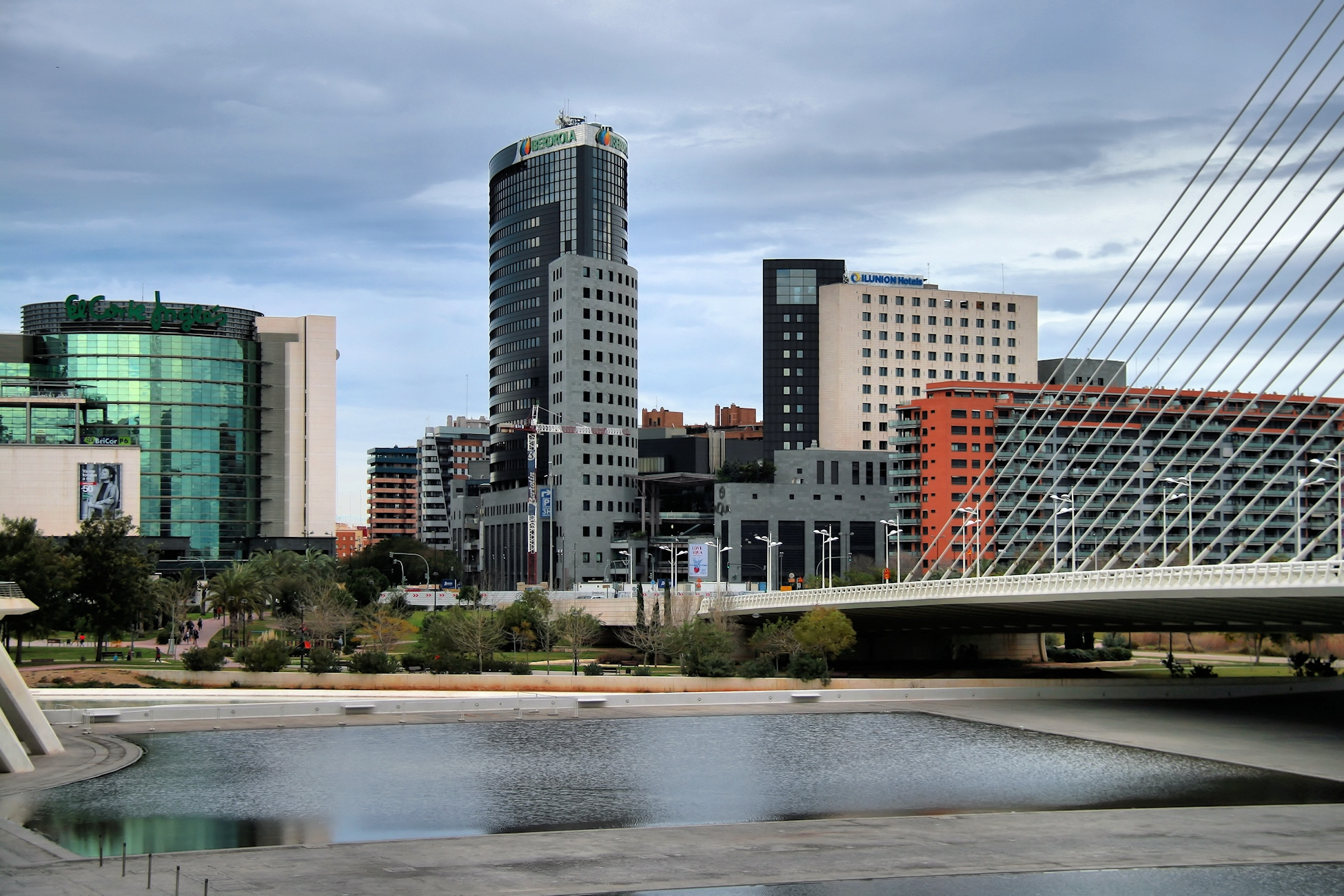
瓦伦西亚的现代建筑

随着民主的到来，前瓦伦西亚王国地区建立瓦伦西亚自治区，并在其自治规约中规定首都为瓦伦西亚。尽管如此，1981年2月23日晚，发生一次政变企图，在瓦伦西亚，海梅·米兰斯·德尔·博什领导了政变，但失败了。民主促进了瓦伦西亚语言和文化的恢复，尽管无法避免围绕符号的一些社会紧张局势（称为瓦伦西亚之战，西班牙语：Batalla de Valencia）。
在民主化之后的头25年里，瓦伦西亚取得了巨大的发展，主要是由于圣地亚哥·卡拉特拉瓦和费利克斯·坎德拉等主持修建的音乐宫、国会大厦、地铁、艺术与科学城等标志性建筑。由于这些建筑，以及老城区（Ciutat Vella）的逐步修复，这座城市每天都吸引着越来越多的游客。

## 地理

### 位置
巴伦西亚市位于欧洲西南部伊比利亚半岛东部的地中海瓦倫西亞灣沿岸，胡卡爾河和圖里亞河两条河流形成的巨大冲积平原上。
| 方位 | 市镇 |
| ---- | --- |
| 北部 | 贝特拉、罗卡福尔特、戈德利亚、布尔哈索特、蒙卡达、阿尔法拉德尔帕特里亚尔卡、比纳莱萨、邦雷波西米兰韦利、塔韦尔内斯夫兰克斯、阿尔沃赖阿、马萨马格雷利、马萨尔法萨尔、穆塞罗斯、阿尔维克塞奇、阿尔瓦拉特德尔索雷利斯、福伊奥斯、梅利亚纳 和 阿尔马塞拉 |
| 东部 | 地中海 |
| 南部 | 皮卡尼亚、派波尔塔、塞达维、阿尔法法尔、马萨纳萨、卡塔罗哈、阿尔瓦尔、西利亚、索利亚纳 和 苏埃卡 |
| 西部 | 帕特尔纳、夸尔特德波夫莱特、米斯拉塔 和 克西里韦利亚 |

### 氣候
瓦倫西亞在柯本气候分类法中属于亚热带地中海式气候（Csa）。冬季较为温和，持续时间短；夏季炎热干燥，持续时间长。
| 瓦倫西亞1981–2010年                   | 瓦倫西亞1981–2010年 | 瓦倫西亞1981–2010年 | 瓦倫西亞1981–2010年 | 瓦倫西亞1981–2010年 | 瓦倫西亞1981–2010年 | 瓦倫西亞1981–2010年 | 瓦倫西亞1981–2010年 | 瓦倫西亞1981–2010年 | 瓦倫西亞1981–2010年 | 瓦倫西亞1981–2010年 | 瓦倫西亞1981–2010年 | 瓦倫西亞1981–2010年 | 瓦倫西亞1981–2010年 |
| 月份                                  | 1月                 | 2月                 | 3月                 | 4月                 | 5月                 | 6月                 | 7月                 | 8月                 | 9月                 | 10月                | 11月                | 12月                | 全年                |
| ------------------------------------- | ------------------- | ------------------- | ------------------- | ------------------- | ------------------- | ------------------- | ------------------- | ------------------- | ------------------- | ------------------- | ------------------- | ------------------- | ------------------- |
| 平均高温 °C（°F）                     | 16.5 (61.7)         | 17.3 (63.1)         | 19.6 (67.3)         | 20.8 (69.4)         | 23.4 (74.1)         | 27.1 (80.8)         | 29.7 (85.5)         | 30.2 (86.4)         | 27.9 (82.2)         | 24.3 (75.7)         | 19.8 (67.6)         | 17.0 (62.6)         | 22.8 (73.0)         |
| 日均气温 °C（°F）                     | 11.9 (53.4)         | 12.7 (54.9)         | 14.6 (58.3)         | 16.2 (61.2)         | 19.0 (66.2)         | 22.9 (73.2)         | 25.6 (78.1)         | 26.1 (79.0)         | 23.5 (74.3)         | 19.7 (67.5)         | 15.3 (59.5)         | 12.6 (54.7)         | 18.4 (65.1)         |
| 平均低温 °C（°F）                     | 7.1 (44.8)          | 7.8 (46.0)          | 9.7 (49.5)          | 11.5 (52.7)         | 14.6 (58.3)         | 18.6 (65.5)         | 21.5 (70.7)         | 21.9 (71.4)         | 19.1 (66.4)         | 15.2 (59.4)         | 10.8 (51.4)         | 8.1 (46.6)          | 13.8 (56.8)         |
| 平均降水量 mm（）                     | 37 (1.5)            | 36 (1.4)            | 33 (1.3)            | 38 (1.5)            | 39 (1.5)            | 22 (0.9)            | 8 (0.3)             | 20 (0.8)            | 70 (2.8)            | 77 (3.0)            | 47 (1.9)            | 48 (1.9)            | 475 (18.7)          |
| 平均降水天数（≥ 1 mm）                | 4.4                 | 3.9                 | 3.6                 | 4.8                 | 4.3                 | 2.6                 | 1.1                 | 2.4                 | 5.0                 | 5.0                 | 4.3                 | 4.8                 | 46.3                |
| 月均日照時數                          | 171                 | 171                 | 215                 | 234                 | 259                 | 276                 | 315                 | 288                 | 235                 | 202                 | 167                 | 155                 | 2,696               |
| 来源：Agencia Estatal de Meteorología |                     |                     |                     |                     |                     |                     |                     |                     |                     |                     |                     |                     |                     |

## 人口
根据西班牙国家统计局的2013年的数据，巴伦西亚大都市区有人口1,550,885人。大都市区主要由巴伦西亚市和其周围市镇组成。其中米斯拉塔等一些市镇完全被城市环绕。根据2013年的数据，较大的卫星城有：多伦德（80,759人）、帕特尔纳（67,159人）、米斯拉塔（43,775人）和布尔哈索特（38,148人）。
| 瓦倫西亞历史人口变化图 (1787 - 2018年) |
| -------------------------------------- |
|                                        |
| 来源：INE                              |

在整个20世纪，瓦倫西亞市的人口增加了3倍半，其中30年代和60年代间人口增长幅度最大。到了90年代，人口趋于稳定。之后的一段时间，由于出生率下降和农村人口外流等原因，人口出现了一定波动。在21世纪初，大量外国移民涌入西班牙，这种移民活动在2008 - 2012年的经济危机后开始趋于稳定。

## 經濟
這裡除了豐富的農作物流通之外，也從附近礦山上開採着大量的辰砂。瓦倫西亞也是重要的工業都市，有半導體工廠。

## 交通

### 外部交通

#### 公路网
经过瓦倫西亞的主要高速道路有：A-3、A-7等。
| 标识 | 线路 |
| ---- | --- |
|      | 瓦倫西亞 - 夸尔特德波夫莱特 - 马尼塞斯 - 切斯特 - 雷克纳 - 比利亚尔戈尔多德尔卡夫列尔 - 莫蒂利亚德尔帕兰卡尔 - 比利亚鲁维奥 - 阿尔甘达-德尔雷伊 - 圣欧亨尼娅 - 马德里                                                                                                  |
|      | 勒佩尔蒂 (法国) - 巴塞罗那 - 未建 - 塔拉戈纳 - 未建 - 拉波夫拉托尔内萨 - 普斯索尔 - 帕特尔纳 - 瓦倫西亞 - 西利亚 - 拉尔库迪亚 - 哈蒂瓦 - 阿尔科伊 - 希霍纳 - 阿利坎特 - 埃爾切 - 奥里韦拉 - 穆尔西亚 - 阿尔梅里亚 - 阿德拉 - 莫特里尔 - 内尔哈 - 马拉加 - 阿尔赫西拉斯 |
|      | 法国 - 拉洪克拉 - 赫罗纳 - 巴塞罗那 - 塔拉戈纳 - 普斯索尔 - 西利亚 - 阿尔赫梅西 - 甘迪亚 - 阿利坎特 - 克雷维连特 - 卡塔赫纳 - 贝拉, 马拉加 - 瓜迪亚罗 |
|      | - 萨贡托 - 特鲁埃尔 - 萨拉戈萨 - 韦斯卡 - 未建 - 哈卡 - 未建 - 松波尔特 - 波城 (法国) |
|      | - 索利亚纳 - 苏埃卡 - 库列拉 - 法瓦拉德拉里韦拉 - 克塞拉科 - 克塞雷萨 - 甘迪亚 - 贝尼萨 - 阿利坎特 - 圣波拉 - 皮拉尔德拉奥拉达达 |
|      | - 夸尔特德波夫莱特 - 马尼塞斯 - 瓦倫西亞機場 |
|      | 瓦倫西亞 - 厄萨雷尔 - 苏埃卡 |
|      | - 普斯索尔 – - 阿尔沃赖阿 - 瓦倫西亞 |
|      | - 普斯索尔 – - 萨贡托港 |
|      | 瓦倫西亞港 - 克西里韦利亚 - 米斯拉塔 - 马尼塞斯 - 帕特尔纳 - |
|      | / - 西利亚 - 贝尼帕雷利 - 阿尔瓦尔 - 卡塔罗哈- 马萨纳萨 - 阿尔法法尔 - 塞达维 - -瓦倫西亞 |
|      | - 帕特尔纳 - 布尔哈索特 - 瓦倫西亞 |
|      | - 瓦倫西亞 - 帕特尔纳 - 布尔哈索特 - 戈德利亚 |
|      | 瓦倫西亞 - 布尔哈索特 - 帕特尔纳 - - 圣安托尼奥德韦纳赫韦尔 - 莱利亚纳 - 拉波夫拉德瓦利沃纳 - 利里亚 – 卡西诺斯- 阿尔索维斯波村- 洛萨德洛维斯波 - 阿德穆斯 |
|      | 瓦倫西亞 - 皮卡尼亚 - 阿拉夸斯 - 多伦德 |
|      | 瓦倫西亞 - 贝内图塞尔 - 派波尔塔 - 阿尔法法尔 - 马萨纳萨 - 卡塔罗哈 - 阿尔瓦尔 - |

#### 航空
- 瓦倫西亞機場：距離市中心9公里。
- 阿利坎特機場：距離南部170公里。

#### 鐵路
该市市区有五个火车站，其中最重要的是瓦倫西亞北站，可通往巴塞隆納。

### 市内交通

#### 捷運
以市中心為轉運站，有連接到瓦倫西亞機場。

#### 地铁

##### 事故
2006年7月3日，巴伦西亚市地铁发生高速出轨事故。该事故造成43人死亡，另有47人受伤。

## 文化

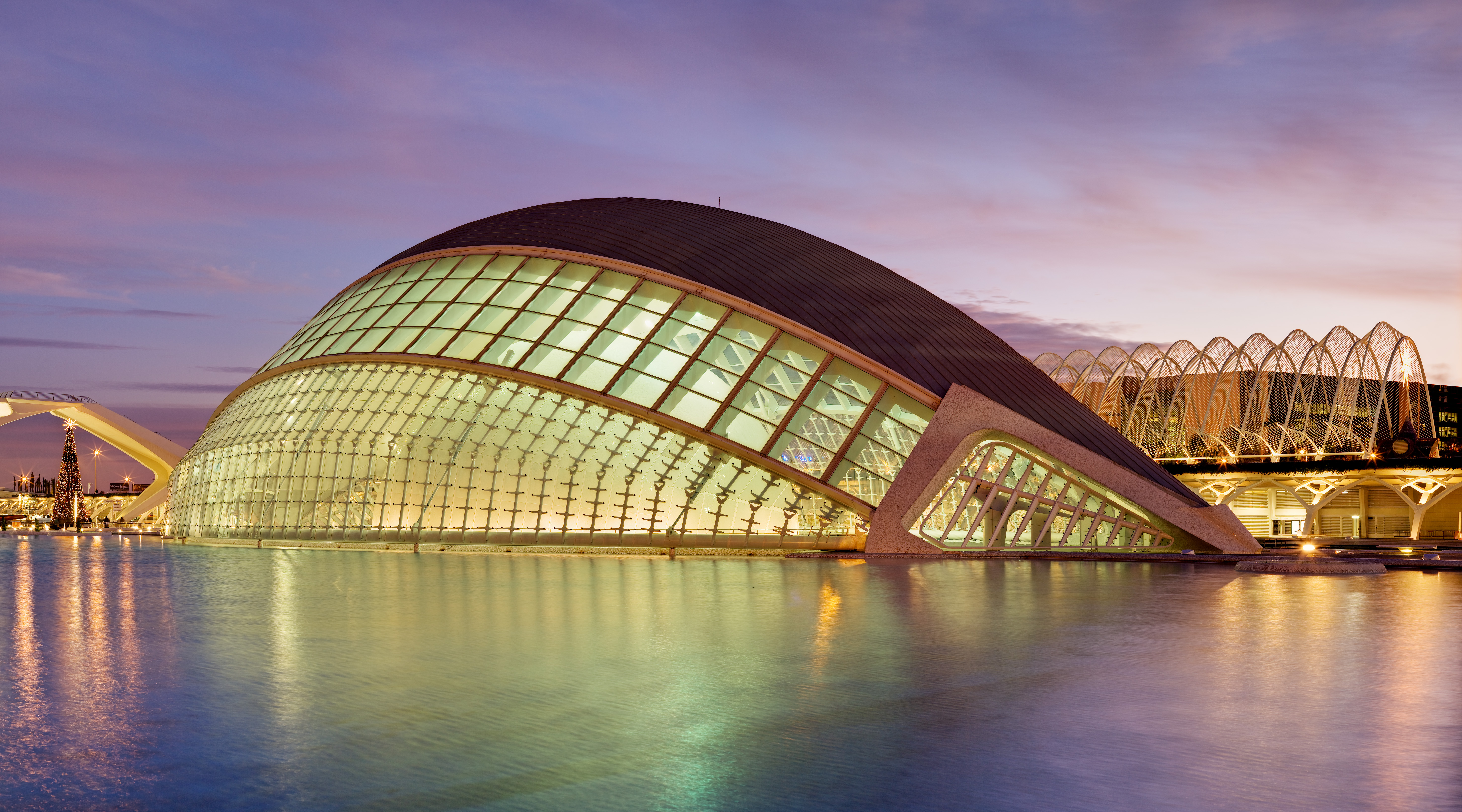
巴伦西亚艺术科学城L'Hemisfèric天文馆

- 3月的法雅節
- 藝術科學城
- 巴伦西亚足球俱乐部
- 8月底的番茄大战
- 巴伦西亚现代艺术学院
- 西班牙鐵鍋飯

## 景点
- 巴伦西亚主教座堂
  - 米格雷特钟楼
- 瓦倫西亞絲綢交易廳（世界文化遗产）
- 艺术科学城
  - 大眼球天文馆
  - 索菲亚王后艺术歌剧院
  - 费利佩王子科学博物馆
  - 巴伦西亚海洋公园
  - 金色堤坝大桥（Pont de l'Assut de l'Or，2008)
- 巴伦西亚美术馆
- 巴伦西亚现代艺术学院
- 中央市场
- 哥伦布市场
- 巴伦西亚音乐宫，巴伦西亚交响乐团的驻地
- 巴伦西亚民族学博物馆
- 多萨瓜斯侯爵宫，冈萨雷斯·马蒂国家陶瓷和装饰艺术博物馆的所在地
- 圣若望堂（Santos Juanes）
- 圣尼各老堂
- 圣加大肋纳堂
- 圣斯德望堂
- 馬爾瓦洛薩海灘

## 足球
瓦倫西亞足球俱樂部是西班牙甲組足球聯賽的一支球隊，1919年創立。

## 友好城市
瓦倫西亞於下列城市是友好城市：
- 德国美因茨1978年8月4日[13]
- 義大利博洛尼亞1979年6月29日[13]
- 墨西哥韦拉克鲁斯1984年9月26日[13]
- 美国薩克拉門托1989年6月29日[13]
- 委內瑞拉瓦倫西亞1992年3月20日[13]
- 乌克兰奧德薩1982年5月13日[13]
- 西班牙布爾戈斯

## 图集

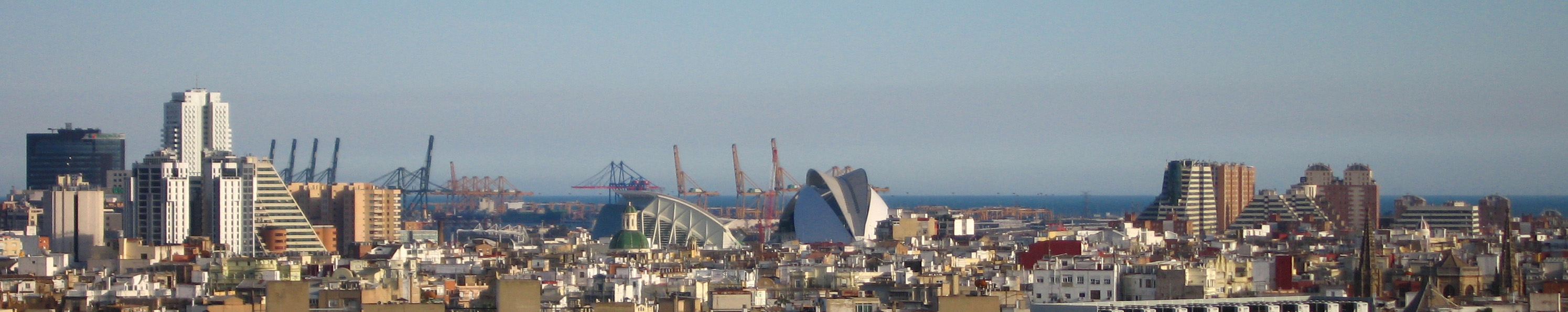
巴伦西亚天際線，可见藝術科學城。背景是地中海与巴伦西亚港

## 外部連結
- 参观巴伦西亚，西班牙旅游的官方网页 （页面存档备份，存于）
- Ajuntament de valencia （页面存档备份，存于）
- metrovalencia （页面存档备份，存于） — 當地的城市軌道交通系統
- Accommodation Valencia （页面存档备份，存于） 瓦倫西亞的生活
- 官方旅游网站（繁體中文）
- Valencia de C.F. （页面存档备份，存于）